# موزه فرام

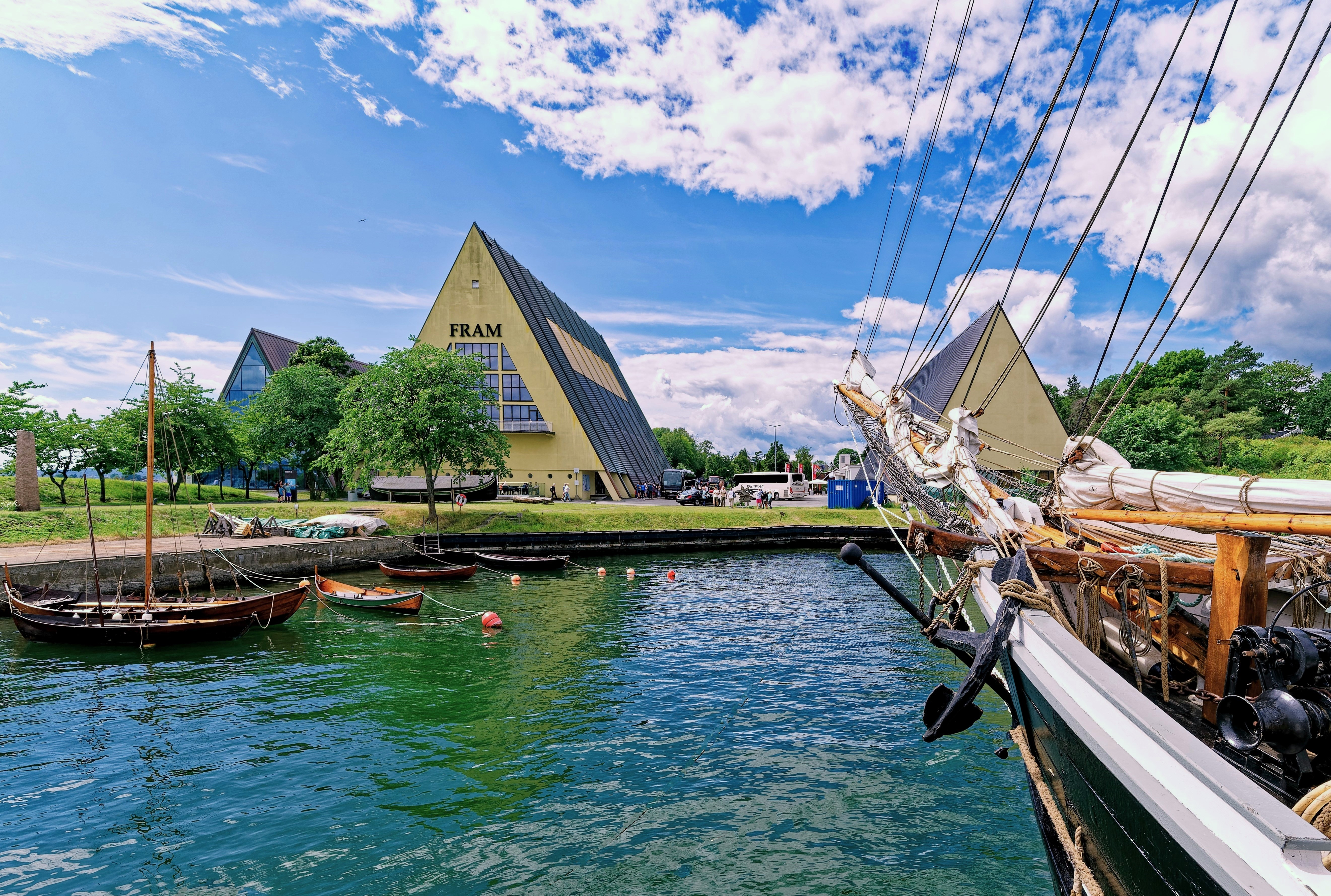
موزه فرام اسلو

موزه فرام (نروژی: Frammuseet) موزه‌ای است که داستان اکتشافات قطبی نروژ را روایت می‌کند. این موزه در شبه جزیره بیگدوی در اسلو، نروژ واقع شده‌است. موزه فرام در منطقه‌ای با چندین موزه دیگر از جمله موزه کن-تیکی، موزه تاریخ فرهنگی نروژ، موزه کشتی وایکینگ‌ها و موزه دریایی نروژ قرار دارد. املاک سلطنتی بیگدوی، اقامتگاه رسمی تابستانی پادشاه نروژ، و اسکارشال تاریخی نیز در نزدیکی آن قرار دارند.
موزه فرام در ۲۰ مه ۱۹۳۶ افتتاح شد. این موزه به کاوش‌های قطبی نروژ به‌طور کلی و سه کاشف بزرگ قطبی نروژی به‌طور خاص - فریتیوف نانسن، اتو سوردروپ و روئال آمونسن احترام می‌گذارد. این موزه همچنین تصاویری از جانوران مناطق قطبی، مانند خرس‌های قطبی و پنگوئن‌ها را به نمایش می‌گذارد.